# Scopula punctilineata
Scopula punctilineata är en fjärilsart som beskrevs av W. Warren 1897. Scopula punctilineata ingår i släktet Scopula och familjen mätare. Inga underarter finns listade.